# Wijerd Jelckama
Wijerd Jelckama (ca. 1490-1523) was een Friese piraat, rebel en vrijheidsstrijder. Zijn bijnaam was Groote Wierd vanwege zijn omvang en kracht. Zijn voornaam wordt ook wel geschreven als Wierd en Wijard.

## Leven
Jelckama werd geboren rond 1490 als de zoon van Grote Piers oudere zus; verder is weinig bekend over Jelckama's jeugd. In 1515, toen Grote Pier zijn strijd tegen de Habsburgers, Saksen en Hollanders begon, sloot hij zich bij hem aan. Hij werd de onderbevelhebber van zijn ooms leger, de Arumer Zwarte Hoop (ook wel de Gelderse Friezen genoemd vanwege de vele Gelderse huurlingen die meevochten). 
Hij vocht mee tijdens het Tweede beleg van Medemblik in 1517. Hoewel het in die jaren nog slecht verdedigde vestingstadje Medemblik het moest ontgelden wisten veel bewoners zich dankzij het heldhaftige optreden van slotvoogd Joost van Buren in Kasteel Radboud in veiligheid te stellen.
Na de dood van Pier in 1520, en vermoedelijk eerder, nam Jelckama het bevel over van het rebellenleger. Aan Jelckama werd een reusachtige gestalte toegeschreven en een bouw niet minder stevig dan die van zijn befaamde oom, Grutte Pier.
Hoewel Jelckama enkele overwinningen boekte werden de Friese opstandelingen uiteindelijk verslagen. Jelckama zelf werd met de weinige overgebleven soldaten gevangengenomen en in 1523 in Leeuwarden onthoofd.

## Familie
Jelckama was getrouwd met een vrouw geheten Fokel. Het exacte jaar van hun huwelijk is onbekend. Zij overleefde haar echtgenoot dertig jaar en overleed in 1553. Zij hadden twee dochters en een zoon, Janco Douwes Jelckama (1514-1587), hun dochters Bonga (1516-1575) en Fokel (1517-1546).

## J.J. Kalma
Volgens J.J. Kalma, die in zijn boek Grote Pier van Kimswerd (De Tille, 1970) een hoofdstuk aan 'Grutte Wierd' wijdt, mag getwijfeld worden over het feit of Jelckama al dan niet Donia's neef is geweest. Vastgesteld is weliswaar dat de imposante luitenant van Grote Pier heeft bestaan, maar de familieconnectie is volgens Kalma onzeker. Het befaamde zwaard van Grote Pier zou volgens Kalma van Wijerd Jelckama zijn geweest, en niet het bezit van Grote Pier zoals algemeen wordt aangenomen.